# Lükabéttosz-hegy
A Lükabéttosz-hegy (Λυκαβηττός, [likaviˈtos]) Kréta-kori mészkődomb Athénban. Tengerszint feletti magassága 300 méter. Alsó részét fenyvesek borítják, két csúcsán a 19. századi Szent György-kápolna, valamint egy színház és egy étterem található. A turisták körében népszerű domb a lükabéttoszi siklón közelíthető meg, amelynek alsó állomása a Kolonaki városrészben lévő Arisztippou utcában található.
A Lükabéttoszról számos legenda szól. Úgy tartják, egykor farkasok menedékéül szolgált (a lükosz görögül farkast jelent, innen eredhet a hely neve: „ahol farkasok járnak”). Egy mítosz szerint Pallasz Athéné hozta létre, mikor elejtett egy mészkőhegyet, amelyet a Halkidikín lévő Palléné-félszigetről hozott az Akropolisz építéséhez; dühében ejtette el a hegyet, mikor megtudta, hogy kinyitották a ládát, amely Erikhtonioszt őrizte.
Itt született Szókratész.

## A színház
A dombon található egy nagy szabadtéri amfiteátrum, amelyben számos görög és külföldi előadó koncertjére sor került már; többek közt fellépett itt Ray Charles, Joan Baez, B. B. King, Chuck Berry, Jerry Lee Lewis, James Brown, Bob Dylan, Paco De Lucia, Al Di Meola, John Mc Laughlin, Gary Moore, Peter Gabriel, a Black Sabbath, Nick Cave, a Pet Shop Boys, a Deep Purple, a UB40, a Placebo, Morrissey, a Radiohead, Moby, a Massive Attack, a Faithless, a Whitesnake, Tracy Chapman, a Nightwish, a Slipknot, Patti Smith, Vanessa-Mae, Brian Ferry, Tito Puente, a Buena Vista Social Club, az Orishas és a Scorpions.

## Galéria

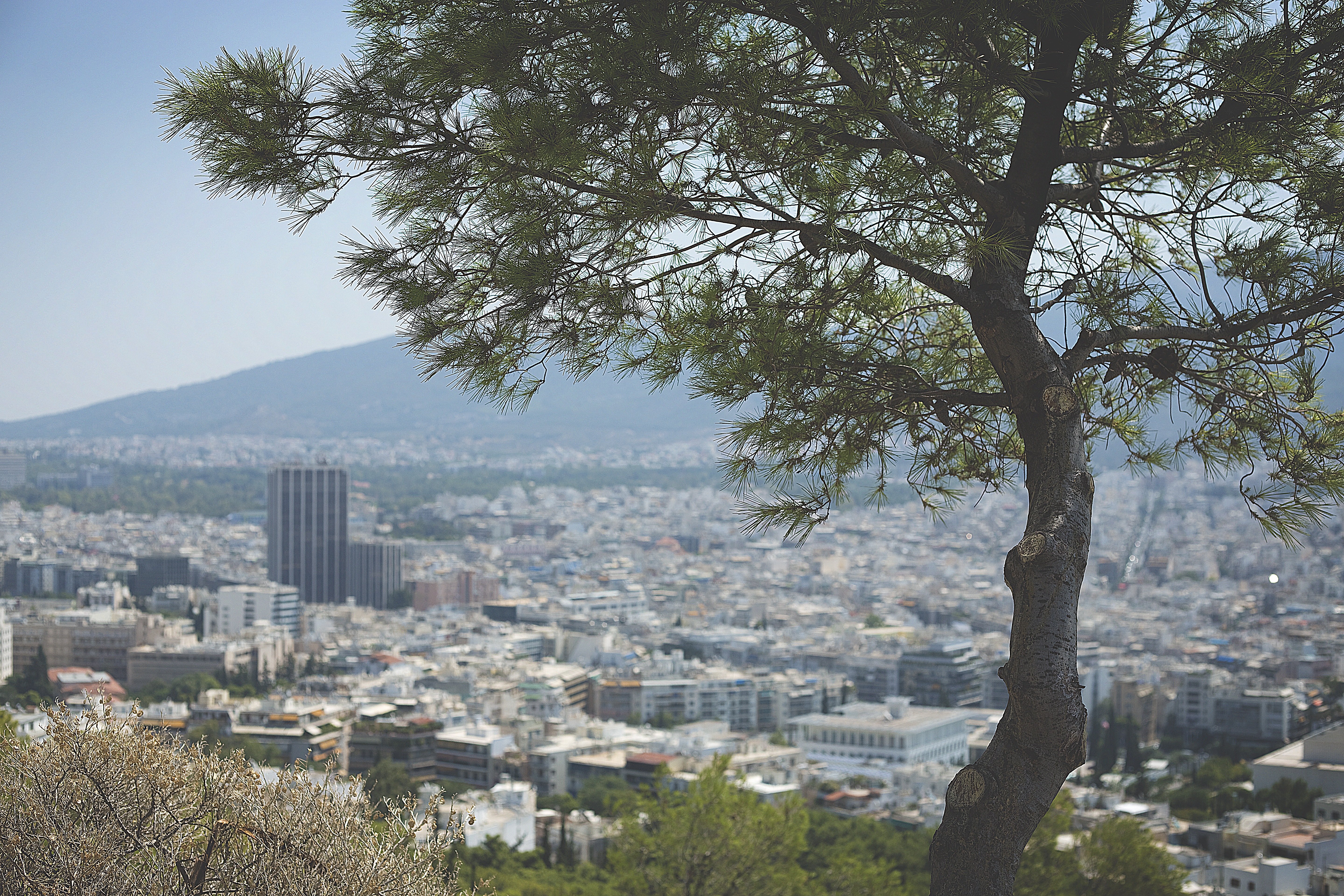
Kilátás a Lükabéttoszról Athénra
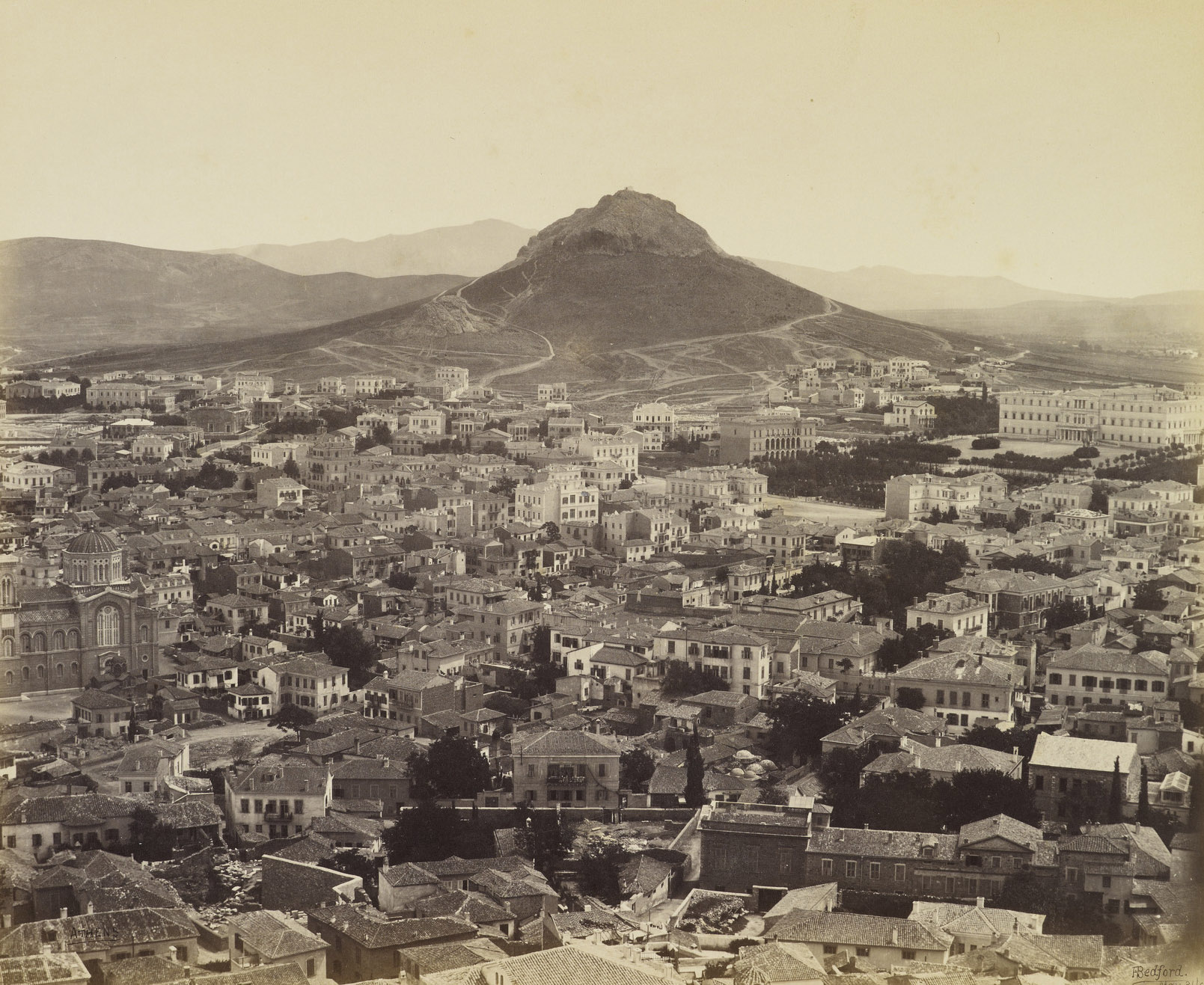
Kilátás az Akropoliszról; Francis Bedford képe 1862-ből
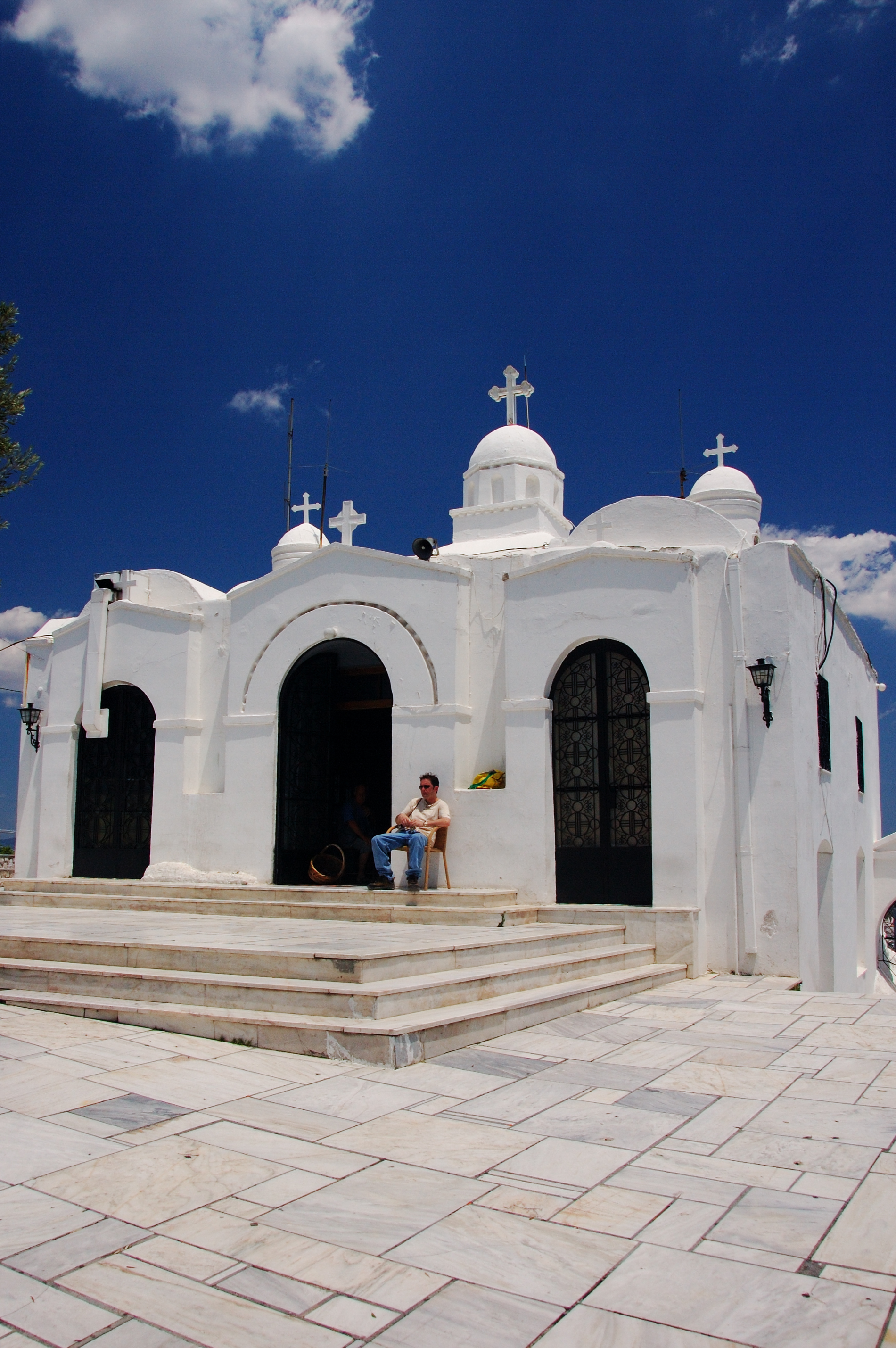
A Szent György-kápolna a csúcson
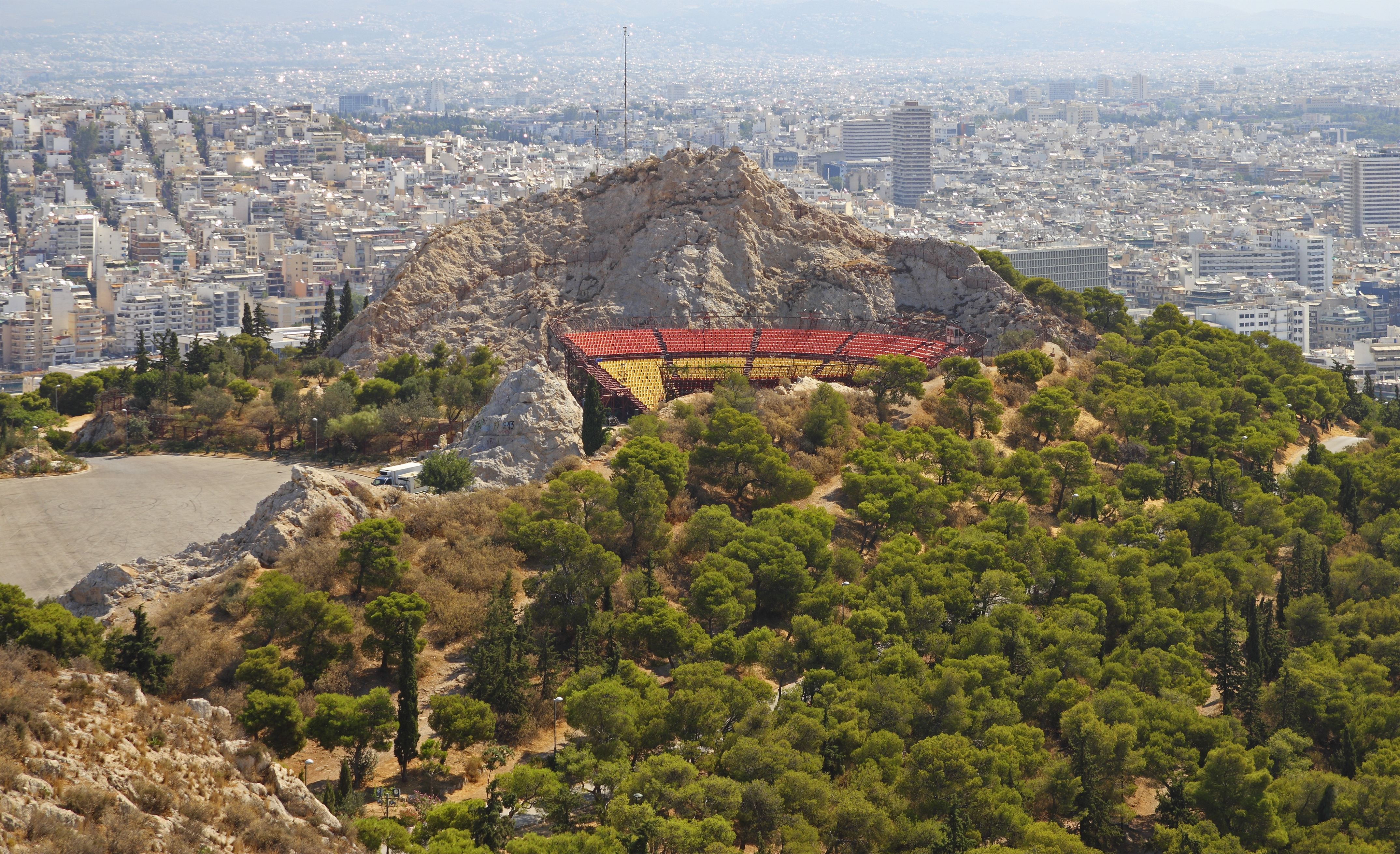
A lükabéttoszi színház
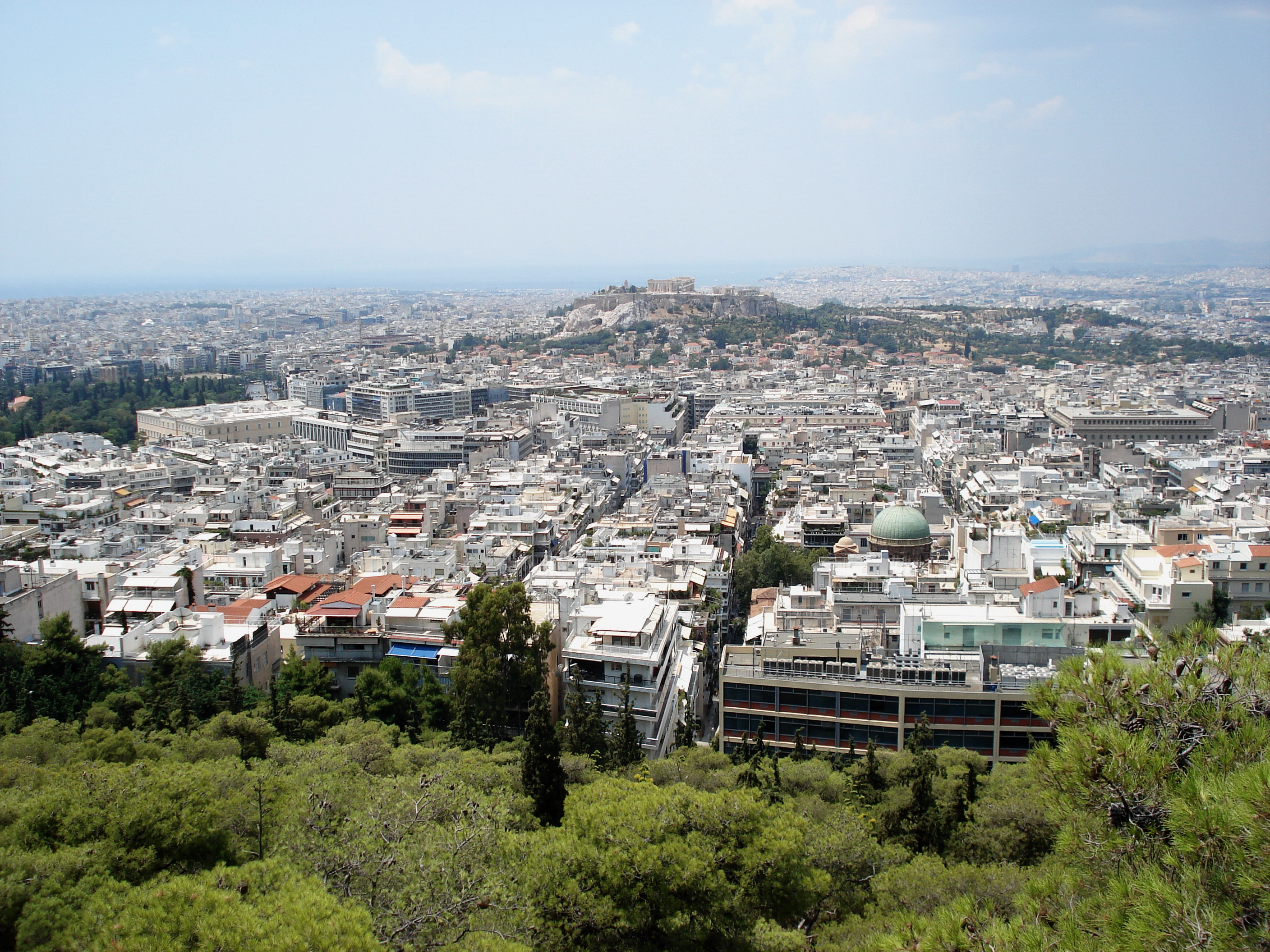
Kilátás Athénra
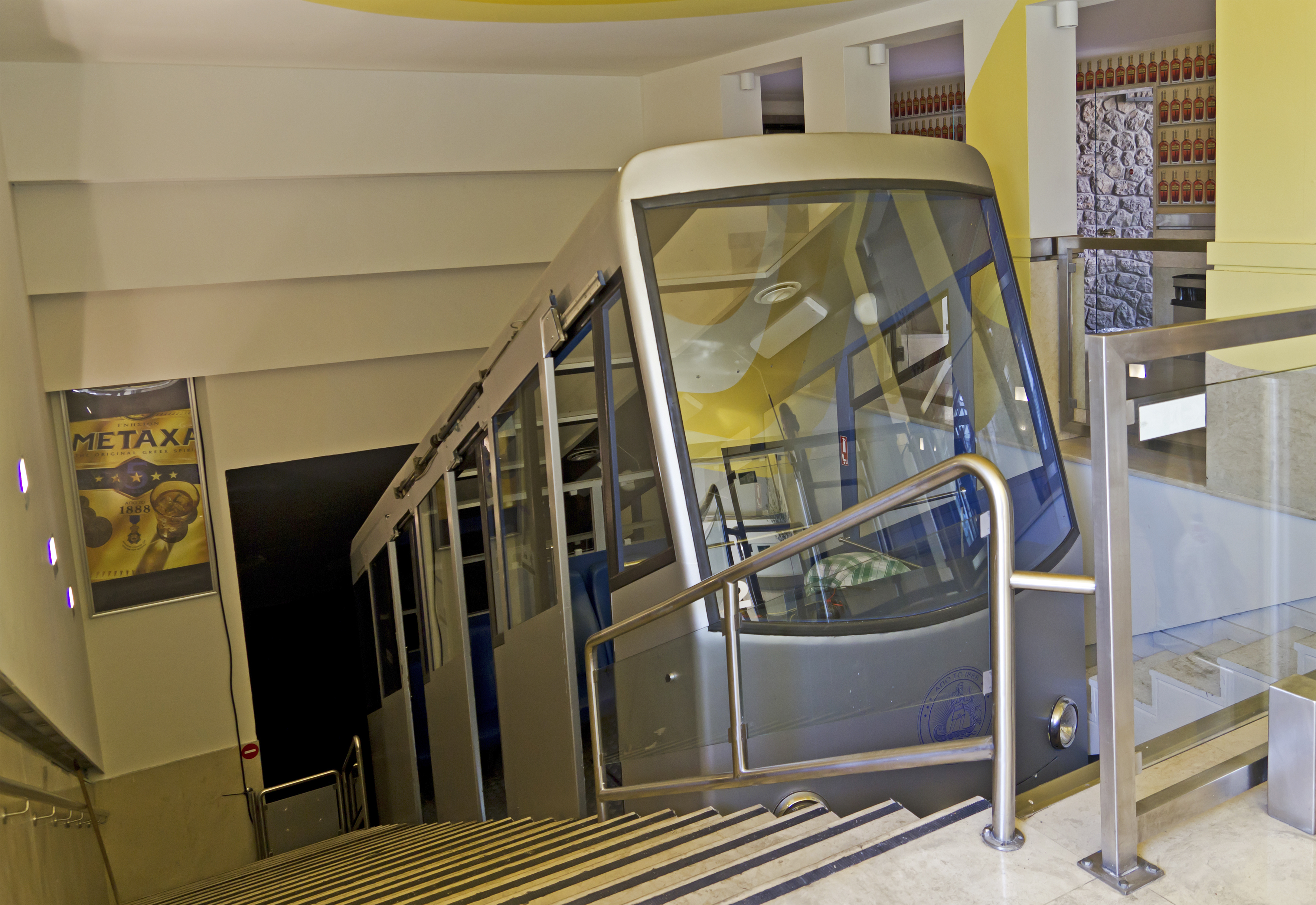
A sikló  felső megállója

## Fordítás
- Ez a szócikk részben vagy egészben  a   Mount Lycabettus című angol Wikipédia-szócikk ezen változatának fordításán alapul.  Az eredeti cikk szerkesztőit annak laptörténete sorolja fel. Ez a jelzés csupán a megfogalmazás eredetét és a szerzői jogokat jelzi, nem szolgál a cikkben szereplő információk forrásmegjelöléseként.